# Südklinik am Ring
Südklinik am Ring (bis zum 21. Oktober 2022: Klinik am Südring) war eine deutsche Fernsehserie, die von der filmpool Film- und Fernsehproduktion produziert wurde. Sie wurde von Montag bis Freitag im Nachmittagsprogramm von RTL II ausgestrahlt.

## Geschichte
Die Serie hatte am 12. November 2016 unter dem Titel „Klinik am Südring“ ihre Erstausstrahlung auf dem Sender Sat.1. Sie war ein Spin-Off der Serie Auf Streife – Die Spezialisten. Im Sommer 2022 gab Sat.1 bekannt, sich von den Scripted-Reality-Formaten verabschieden zu wollen. Die letzte reguläre Folge wurde am 21. Oktober 2022 auf Sat.1 ausgestrahlt. Die Fortsetzung der Serie erfolgte fortan als „Südklinik am Ring“ bei RTL II.

## Handlung
In der Serie werden frei erfundene Krankenhausgeschichten dargestellt.

## Sonstiges
- Ärzte aus Auf Streife – Die Spezialisten und Polizisten aus Auf Streife treten auf
- Polizist Hauke Mertesacker (gespielt von Oliver Ritz) trat sowohl in Klinik am Südring als auch in Südklinik am Ring auf, in Folge 88 einmal als Patient Helmut Krohn
- Entertainer und Komiker Luke Mockridge hatte einen Gastauftritt[3]
- Von 2016 bis 2017 war Thomas Friebe der Off-Sprecher, seit 2017 ist es Christian Pfadenhauer.[4]
- Bis 2021 wurde die Serie in den MMC Studios in Hürth gedreht
- Die Serie wird seit November 2021 in der früheren St.-Antonius-Klinik in Wegberg gedreht.[5]

## Ausstrahlung
Die Serie behielt nach dem Senderwechsel von Sat.1 zu RTL II nahezu ihren gewohnten Sendeplatz und wird montags bis freitags um 16:05 Uhr (zuvor 16:00 Uhr) ausgestrahlt.